# Harry Carey
Harry Carey (16 de enero de 1878-21 de septiembre de 1947) fue un actor estadounidense, y una de las primeras estrellas del cine mudo.

## Biografía
Su verdadero nombre era Henry DeWitt Carey II. Nació en el Bronx, Nueva York. Sus padres fueron Ella J. Ludlum y Henry DeWitt Carey, un importante abogado y juez. Se formó en la Academia Militar Hamilton, y después estudió leyes en la Universidad de Nueva York. Durante la convalecencia de una neumonía contraída en un accidente de navegación, Carey escribió una obra de teatro con la que hizo una gira de tres años por el país, consiguiendo unos resultados económicos muy positivos, pero que se evaporaron con motivo del fracaso de su siguiente obra. En 1911, su amigo Henry B. Walthall le presentó al director D.W. Griffith, con quien Carey trabajó en varias películas.
Aunque Carey, uno de los mejores actores de carácter de Hollywood, recibió una nominación a los Premios Óscar por su papel de Presidente del Senado en la película de 1939 Mr. Smith Goes to Washington (Caballero sin espada), se le recuerda más como una de las primeras estrellas del Western. Se casó por lo menos en dos ocasiones, y quizás en una tercera (el censo de 1910 indica que tuvo una mujer llamada Clare E. Carey, y algunos datos indican que también estaba casado con la actriz Fern Foster). Su último matrimonio fue con la actriz Olive Carey (1896-1988). Ellos adquirieron un gran rancho en Saugus, California, al norte de Los Ángeles. Su hijo, Harry Carey Jr. sería un actor de carácter, también famoso por sus papeles en los wéstern. Padre e hijo aparecieron (aunque en escenas diferentes) en la película de 1948, Río Rojo, la cual había sido filmada en 1946 y estrenada casi dos años más tarde.
Carey debutó en el teatro de Broadway en 1940.
Gran fumador, Harry Carey falleció en 1947 por una combinación de cáncer de pulmón, enfisema y cardiopatía isquémica, a los 69 años de edad. Fue enterrado en un mausoleo familiar en el cementerio Woodlawn, en el Bronx, Nueva York.

## Honores y homenajes
Por su contribución a la industria cinematográfica, Harry Carey recibió una estrella en el paseo de la fama de Hollywood, en el 1521 de Vine Street. 
En su homenaje, John Wayne se agarraba el codo derecho con la mano izquierda en la escena final de The Searchers (Centauros del desierto - España, Más corazón que odio - Hispanoamérica), imitando una postura habitual de Carey en sus películas.
En 1976 se le incluyó en el Hall of Great Western Performers del National Cowboy & Western Heritage Museum en Oklahoma City, Oklahoma.

## Filmografía selecta
- Judith de Bethulia (1914)
- The Soul Herder (1917)
- La gota escarlata (1918)
- A Little Journey (1927)
- Prisionero del odio (1936)
- Almas en el mar (Souls at sea) (1937)
- You and Me (1938)
- Mr. Smith Goes to Washington (1939)
- The Shepherd of the Hills (1941)
- Duelo al sol (1946)
- Angel and the Badman (1947)
- Río Rojo (1948)

## Premios y distinciones
Premios Óscar
| Año  | Categoría              | Película             | Resultado |
| ---- | ---------------------- | -------------------- | --------- |
| 1940 | Mejor actor de reparto | Caballero sin espada | Nominado  |